# オオジュリン
オオジュリン（大寿林、学名Emberiza schoeniclus）は、スズメ目ホオジロ科ホオジロ属に分類される鳥類。

## 分布
アフリカ大陸北部、ユーラシア大陸、日本
夏季はユーラシア大陸の中から高緯度地域で繁殖し、冬季はアフリカ大陸北部やユーラシア大陸南部へ南下し越冬する。日本では亜種オオジュリンが夏季に北海道と本州北部で繁殖し、冬季に本州中部以南、四国、九州に南下し越冬する。

## 形態
全長14.5cm。翼は赤褐色の羽毛で覆われ、黒い縦縞状の斑紋が入る。
オスの冬羽の頭部は赤褐色で、夏羽では喉にかけて黒くなる。これは羽毛が生え換わるからではなく、冬羽の赤褐色の部分が摩耗し、より内側の黒い部分が表に現れてくることによる。嘴の基部から頬へ向かう斑紋（頬線）は白い。頸部から腹面は白く、顎線と繋がる。背面は赤褐色に黒い縦縞が入る。腹面は白い。オスの冬羽はメスに似るが、喉が黒い斑紋で囲まれる。メスは頭頂部と頬が褐色、眼上部にある眉状の斑紋（眉斑）と頬線は黄褐色。背面には灰褐色と黒の縦縞が入る。腹面は灰褐色の羽毛で覆われ、体側面には褐色の縦縞が入る。

## 分類
- Emberiza schoeniclus pyrrhulina　　オオジュリン
- Emberiza schoeniclus schoeniclus　(Linnaeus, 1758) - 等

## 生態
河川や湖沼周辺の草原や湿原等に生息する。秋季や冬季は小規模な群れを形成し生活する。
食性は雑食で、種子、昆虫類等を食べる。アシ等の茎に縦に止まり、葉の鞘を剥がし中にいる昆虫類を捕食する。特に越冬中はビワコカタカイガラモドキを採食している様子が常に見られる。また地上を跳ね歩きながら餌を採食することもある。
繁殖形態は卵生。繁殖期にはつがいで生活し縄張りを形成するが、巣は比較的集中して作られコロニー状になることもある。草の根元等に枯草等を組み合わせたお椀状の巣を作り、5-7月に1回に4-5個の卵を産む。雌雄とも抱卵し、抱卵期間は12-14日。雛は孵化してから10-13日で巣立つ。

## 画像

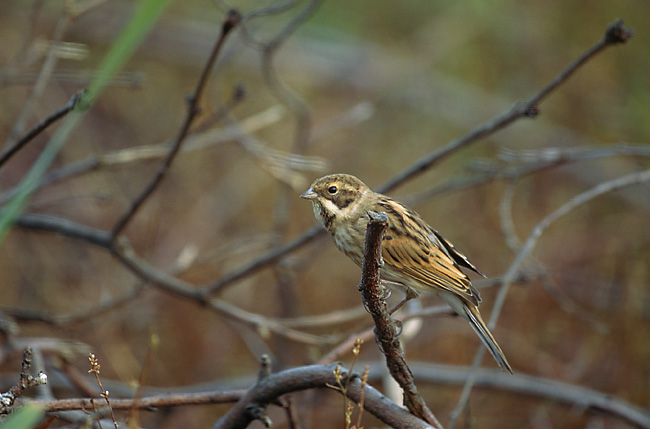
メス
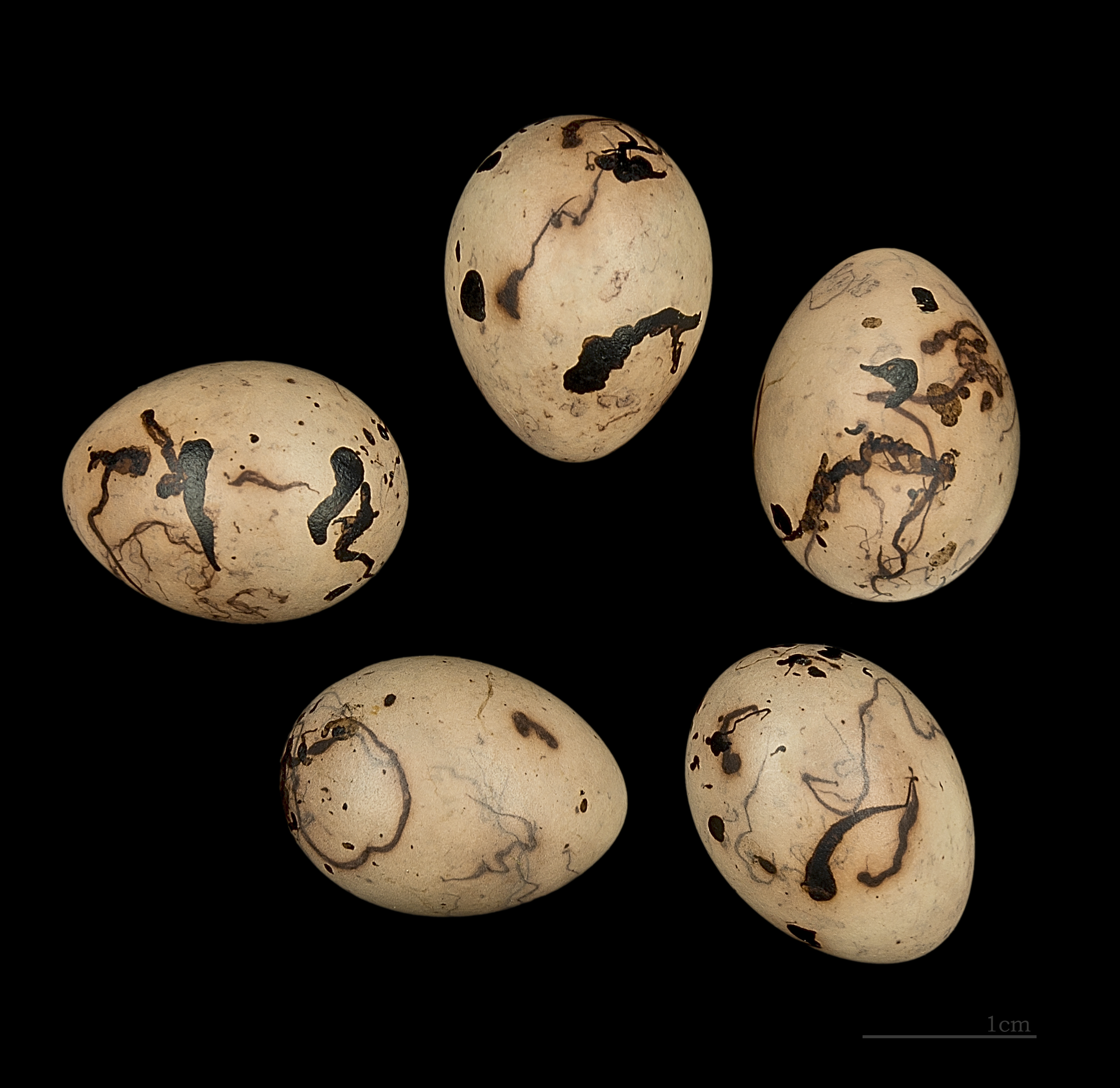
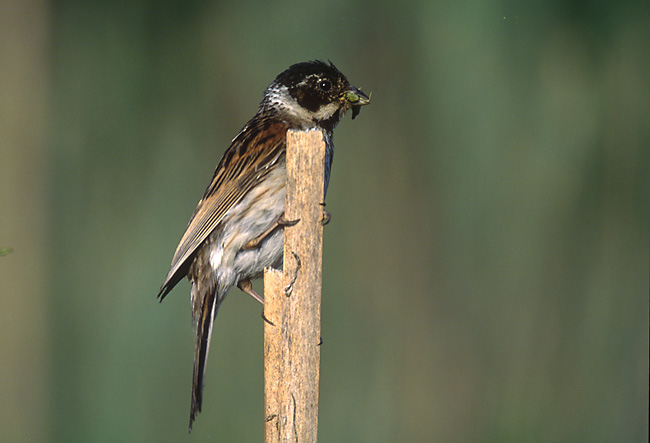